# Попович, Евсевий
Евсевий Попович (рум. Eusebiu Popovici; 15 февраля 1838, Черновцы — 28 сентября 1922, Черновцы) — буковинский православный религиозный деятель и педагог, в 1880—1881 и 1895—1896 гг. ректор Черновицкого университета. Отец политика Джордже Поповича.
Сын священника Константина Поповича (1807—1890), также преподававшего в университете. Изучал богословие в Черновицком университете (1856—1859), затем в Вене. В 1861—1871 гг. хранитель Черновицкой городской библиотеки, одновременно в 1862—1866 гг. преподавал Ветхий Завет и древнееврейский язык в богословском институте. В 1863 г. рукоположён во священники. С 1866 г. экстраординарный, в 1868—1908 гг. ординарный профессор истории церкви Черновицкого университета, шесть раз избирался деканом богословского факультета. Одновременно в 1869—1876 гг. школьный инспектор. Отойдя после 1908 г. от преподавательской работы, продолжал исполнять различные церковные обязанности, в 1913—1918 гг. викарий митрополита Буковинского Владимира.
Опубликовал объёмный курс лекций по истории церкви (нем. Allgemeine Kirchengeschichte nach dem mündlichen Vortrage; 1888), пользовавшийся значительным авторитетом и вышедший в дальнейшем в переводах на румынский (1900—1901, переиздание 1925—1928), сербский и болгарский языки.
Почётный член Румынской академии (1908).
Племянники — Евсевий и Константин Мандычевские.